# Wilson Combat
 (août 2021).
Si vous disposez d'ouvrages ou d'articles de référence ou si vous connaissez des sites web de qualité traitant du thème abordé ici, merci de compléter l'article en donnant les références utiles à sa vérifiabilité et en les liant à la section « Notes et références ».
Wilson Combat est une entreprise américaine produisant des armes légères.

## Histoire
L'entreprise fondée par Bill Wilson en 1977 est installée à Berryville (Arkansas). Cette firme est présente sur le marché des armes de défense, de police et de tir sportif. 

## Gamme actuelle
- PA issus  du M1911.
- Carabine de police de type AR-15.
- Fusils de polices basés sur les Remington 870 et 11-87.